# Hatty Nawezhi
Harriet Nawezhi-Bende, detta Hatty (Kinshasa, 7 settembre 1994), è una cestista della Repubblica Democratica del Congo con cittadinanza belga.

## Carriera
Con il Belgio ha disputato i Campionati mondiali del 2018.